# Vers-sur-Méouge
Vers-sur-Méouge är en kommun i departementet Drôme i regionen Auvergne-Rhône-Alpes i sydöstra Frankrike. Kommunen ligger i kantonen Séderon som tillhör arrondissementet Nyons. År 2022 hade Vers-sur-Méouge 40 invånare.

## Befolkningsutveckling
Antalet invånare i kommunen Vers-sur-Méouge
Referens:INSEE